# Odessa (Misuri)
Odessa es una ciudad ubicada en el condado de Lafayette en el estado estadounidense de Misuri. En el Censo de 2010 tenía una población de 5300 habitantes y una densidad poblacional de 495,6 personas por km².

## Geografía
Odessa se encuentra ubicada en las coordenadas 38°59′58″N 93°57′59″O / 38.99944, -93.96639. Según la Oficina del Censo de los Estados Unidos, Odessa tiene una superficie total de 10.69 km², de la cual 10.61 km² corresponden a tierra firme y (0.8%) 0.09 km² es agua.

## Demografía
Según el censo de 2010, había 5300 personas residiendo en Odessa. La densidad de población era de 495,6 hab./km². De los 5300 habitantes, Odessa estaba compuesto por el 94.81% blancos, el 1.38% eran afroamericanos, el 0.43% eran amerindios, el 0.42% eran asiáticos, el 0.02% eran isleños del Pacífico, el 0.34% eran de otras razas y el 2.6% pertenecían a dos o más razas. Del total de la población el 2.15% eran hispanos o latinos de cualquier raza.